# آدولف سوم هولشتین
آدولف سوم هولشتین (انگلیسی: Adolf III of Holstein; ح. ۱۱۶۰ – ۳ ژانویهٔ ۱۲۲۵) کنت شوئنبورگ و هولشتاین (حدود ۱۱۶۰–۳ ژانویه ۱۲۲۵) حاکم کنت‌نشین‌های شوئنبورگ و هولشتاین بود. او بیشتر بخاطر تأسیس یک سکونتگاه جدید برای بازرگانان در کناره‌های رود آلستر نزدیک نویه بورگ در هامبورگ به یاد آورده می‌شود.